# Nordkoreanska ligan i fotboll
Nordkoreanska ligan i fotboll är högsta divisionen i Nordkorea i fotboll.

## Lag i Nordkoreanska ligan i fotboll 2019/2020
- Amrokgang
- April 25
- Hwaebul
- Jebi
- Kigwancha
- Kyonggongop
- Pyongyang City
- Rimyongsu
- Ryongnamsan
- Sobaeksu
- Sonbong
- Wolmido

## Vinnare i Nordkoreanska ligan i fotboll
| - 1985: April 25 - 1986: April 25 - 1987: April 25 - 1988: April 25 - 1989: Ch'ongjin Chandongcha - 1990: April 25 - 1991: Pyongyang City - 1992: April 25 - 1993: April 25 - 1994: April 25 - 1995: April 25 | - 1996: Locomotive ST - 1997: Locomotive ST - 1998: Locomotive ST - 1999: Locomotive ST - 2000: Locomotive ST - 2001: Amrokgang - 2002: April 25 - 2003: April 25 - 2004: Pyongyang City - 2005: Pyongyang City - 2006: Amrokgang | - 2007: Pyongyang City - 2008: Amrokgang - 2009: Pyongyang City - 2010: April 25 - 2011: April 25 - 2012: April 25 - 2013: April 25 - 2014: Hwaebul - 2015: April 25 - 2016: Kigwancha - 2017: April 25 |

### Premier League
elitserien under namnet Premier league
- 2017/18: April 25[1]
- 2018/19: April 25[2]
- 2019/20: Ligan avbruten (pandemin)
- 2020/21:
- 2021/22: